# Гарашаров, Аслан Мамед оглы
Аслан Мамед оглы Гарашаров (азерб. Aslan Məmməd oğlu Qaraşarov; 1919, Шуша — 1943, Семерниково) — советский военнослужащий, старший сержант, участник Великой Отечественной войны. Командир артиллерийской батареи, посмертно награждённый орденом Красного Знамени.

## Биография
Аслан Мамед оглы Гарашаров родился 9 ноября 1919 года в городе Шуше. В 1939 году был призван в ряды Красной Армии. С 1942 года был членом ВКП(б).
В годы Великой Отечественной войны Гарашаров был командиром артиллерийской батареи.	Отличился в сражениях на Северном Кавказе. В феврале 1943 года при обороне села Семерниково в Ростовской области Гарашаров подбил 8 танков противника и погиб на поле боя.
Изначально был похоронен в братской могиле на территории Нижне-Гниловского кладбища. Позднее был перезахоронен на территории Кумженского мемориала в Железнодорожном районе Ростова-на-Дону. Посмертно награждён орденом Боевого Красного Знамени.

## Память
Имя Аслана Гарашарова написано на мемориальной доске в городе Ростов-на-Дону. Одна из улиц в Шуше носит имя Гарашарова.